# Diogo Bernardes
Diogo Bernardes, född omkring 1530, död omkring 1605, var en portugisisk skald.
Bernardes var lärjunge till Sá de Miranda och samtida med Luís de Camões, har Bernardes skrivit populära redondilhas i den nationella portugisiska stilen och känslosamma idyller, elegier, oden, kanzoner, ottave rime och sonetter efter italienskt manér.